# Andrzej Rudziński

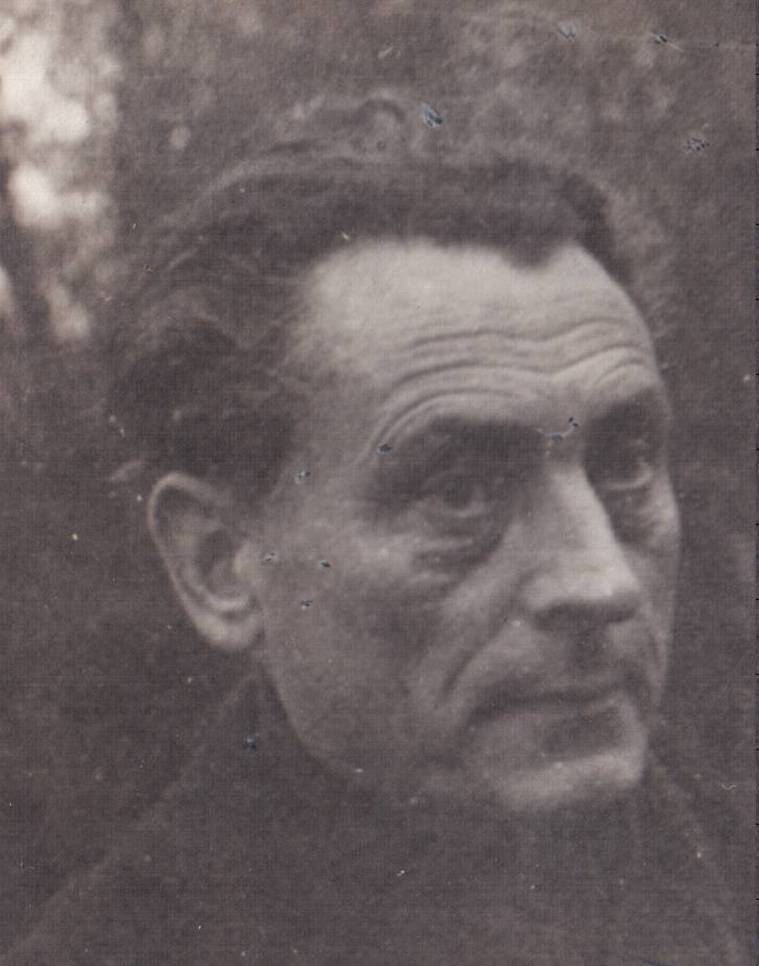
Andrzej Rudziński

Andrzej Rudziński (* 10. November 1910 in Włocławek; † 27. November 1980 in Warschau) war ein polnischer Grafiker und Kunstpädagoge.
Rudziński wuchs in Lodz auf und besuchte in Warschau das Staatliche Lehrerseminar. Er studierte von 1929 bis 1933 bei Edward Butrymowicz und Wacław Radwan an der Städtischen Schule für Dekorative Künste und Malerei und wurde 1934 Assistent von Radwan. Er trat dem Blok Zawodowych Artystów Plastyków bei und wurde 1937 Sekretär des Vorstandes Redaktionsmitglied der Zeitschrift Plastyka dieser Organisation.
Während der deutschen Besatzung unterrichtete Rudziński im Untergrund und schloss sich militärischen Untergrundorganisationen an. Er wurde Soldat der Polnischen Heimatarmee und nahm am Warschauer Aufstand als Adjutant des Kommandeurs des Stadtbezirks Warszawa-Śródmieście teil. Hier wurde er mit dem silbernen Verdienstkreuz mit Schwertern der Republik Polen und dreimal mit dem Tapferkeitskreuz ausgezeichnet.
Nach dem Krieg nahm Rudziński seine Lehrtätigkeit wieder auf. Er war ab 1946 Professor und ab 1947 Direktor der Hochschule für Bildende Künste, lehrte von 1946 bis 1949 Drucktechniken an der Städtischen Kunstschule Cyprian Kamil Norwid und leitete von 1947 bis 1949 die private Grafikschule des Salesianer-Ordens. Ab 1948 unterrichtete er an der Akademie der Bildenden Künste Warschau. Dort war er zunächst Dozent für Drucktechniken, ab 1950 Assistenzprofessor in der Buchgrafikabteilung, leitete ab 1953 als stellvertretender Profesor ein Buchgrafikstudio, wurde 1956 außerordentlicher und 1971 ordentlicher Professor. Er wirkte in dieser Zeit u. a. als Prodekan der Fakultät für Graphische Kunst, Leiter der Abteilung für Grafik an der Fakultät für Bildende Künste, Malerei und Skulptur und Leiter der Abteilung für Grafikdesign an der Fakultät für Grafik.
Als Grafiker war Rudziński vor dem Krieg auf dem Gebiet des Holzschnitts aktiv, die Werke aus dieser Zeit gingen größtenteils während des Krieges verloren. Nach 1945 wandte er sich zum einen Metalltechniken zu, zum anderen der grafischen und redaktionellen Buchgestaltung. Hier arbeitete er mit Verlagen wie Wydawnictwo Artystyczno-Graficzne (WAG), Państwowe Wydawnictwo Naukowe (PWN), Państwowy Instytut Wydawniczy (PIW), Książka i Wiedza und Sztuka zusammen, leitete selbst von 1963 bis 1968 den Auriga-Verlag und bereitete neben Alben zu bildenden Künstlern (Veit Stoß, Aleksander Gierymski, Stanisław Wyspiański, Stanisław Noakowski) auch monumentale Editionen im Bereich der Astronomie und Geschichte vor.
1957 hatte Rudziński Einzelausstellungen in den Zentren für polnische Kultur in Prag und Berlin sowie im Schlesischen Museum in Breslau. Unter anderem erhielt er 1954 den Ersten Preis bei der 4. Nationalen Ausstellung der Schönen Künste in Warschau und die Goldmedaille bei der Internationalen Kunstausstellung „Premio Suzzara“ in Suzzara (Italien), 1956 den Preis auf der 1. Nationalen Ausstellung für Grafik und Zeichnung in Warschau und den Zweiten Preis auf der Internationalen Ausstellung für Grafik und Zeichnung „Bianco e Nero“ in Lugano, 1962 den Preis auf der Weltkunstausstellung in London und 1964 den Dritten Preis auf der 3. Graphischen Biennale in Krakau. Auf den Internationalen Buchausstellungen in Leipzig und Moskau erhielt er 1965/71 mehrere Medaillen und Diplome für seine redaktionellen Arbeiten. 1978 wurde er mit dem Ersten Preis des polnischen Ministers für Kultur und Kunst für besondere Leistungen auf dem didaktisch-pädagogischen und künstlerischen Gebiet ausgezeichnet.